# Dom (berg)
De Dom is een berg in de Alpen in Zwitserland in het kanton Wallis. De Dom ligt tussen Saas-Fee in het oosten en Randa in het westen maar wordt voornamelijk beklommen vanuit Randa, een gemeente in het Mattertal, vlak bij Zermatt.
De berg is 4545 meter hoog en is daarmee de hoogste berg die geheel in Zwitserland ligt. De berg werd het eerst bestegen op 11 september 1858 door J.L. Davies, Johann Zumtaugwald, Johann Kronig en Hieronymous Brantschen.
De berg behoort tot de Mischabelgroep, het op één na hoogste bergmassief in Zwitserland, na de Monte Rosa. De berg werd vernoemd naar de domheer van Sion, Joseph Anton Berchtold.